# Trichoplusia hemichalcea
Trichoplusia hemichalcea là một loài bướm đêm trong họ Noctuidae.